# Синагога Золотницкого
Синагога Золотницкого — памятник архитектуры местного значения в Нежине. Сейчас здесь размещается центр предоставления административных услуг.

## История
Изначально объект был внесён в «список памятников архитектуры вновь выявленных» под названием Синагога Золотницкого, но с адресом Яворского дом № 5.
Приказом Министерства культуры и туризма от 21.12.2012 № 1566 присвоен статус памятник архитектуры местного значения с охранным № 10062-Чр под названием Синагога Золотницкого.

## Описание
Синагога Золотницкого — интересный пример сакральной иудейской архитектуры Нежина начала XX века.
Дом синагоги построен в 1910-е годы на средства нежинского предпринимателя и мецената Хаима Абрамовича Золотницкого. Здесь размещались центральная синагога и государственный штат раввинов, тут были встречали с официальными представителями власти, инвентаризация имущества иудейской общины, общие сборы, на которых присутствовали представители молитвенных домов и школ. По данным М. Меня, синагога была открыта в период 1922-1929 годы — постановлением окружного исполкома от 2 декабря 1928 года были закрыты 2 церкви и 2 синагоги. Реакцией на данное постановление, 14 декабря 1929 года в газете «Новое село» вышла статья под названием «Синагоги под культурные учреждения».
Одноэтажный, деревянный обложенный кирпичом на кирпичном фундаменте, прямоугольный в плане дом с деревянной верандой (со стороны южного торца). Планирование комбинированное — анфиладное и коридорное. Главный фасад 6-оконный направлен на восток к улице Яворского. Молитвенный зал ориентирован к улице и имеет 4 окон. Другие комнаты приблизительно в два раза меньше по площади, каждая из них имеет по одному или два оконных проёма. Дом сохранился почти без перестроек.
Фасад расчленяют пилястры (нарастающие к карнизу), окна увенчаны прямыми сандриками, нишами, венчающим многопрофильным карнизом. Украшен орнаментальной кирпичной кладкой — профилированным и простым кирпичом. Двери входные деревянные филенчатые.
Сейчас здесь размещается центр предоставления административных услуг.